# Georgina Leonidas
Georgina Leonidas (* 28. února 1990, Londýn, Spojené království) je anglická herečka, známá především jako Molly v The Basil Brush Show a jako Katie Bellová v sáze Harry Potter.

## Mládí
Narodila v Londýně jako nejmladší ze čtyř sourozenců. Její otec je Řek a matka Britka s anglickými a velšskými kořeny. Její starší bratr Shane (známý jako Dimitri) i starší sestra Stephanie jsou také herci. Poslední sestra Helena pracuje jako učitelka. V mládí navštěvovala Prestonskou základní školu ve Wembley v Londýně, později Katolickou vědeckou školu svatého Jiřího v Kentonu.

## Kariéra
První roli získala v roce 1999, kdy si v Londýně zahrála malou Cosettu v představení Bídníci. Poté byla v roce 2002 obsazena jako Molly v The Basil Brush Show, v níž se objevila v každé epizodě prvních čtyř sérií, méně pak také v páté řadě.
Po skončení show Basil Brush skončila, začala hostovat v televizní sérii BBC Holby City jako Ali Jarvisová v epizodě Stargazer z počátku roku 2007. Poté v prosinci roku 2007 získala roli Katie Bellové – Harryho nebelvírské spolužačky – ve filmu Harry Potter a Princ dvojí krve. Rovněž namluvila Katie v související počítačové hře. V roce 2008 získala hlavní roli Mayi v krátkometrážním filmu Baghdad Express a v roce 2009 se společně s kolegyní z Harryho Pottera Isabellou Laughlandovou objevila ve filmu Driftwood. Také si zahrála v seriálu New Tricks jako Kiraz Yilmaz v epizodě Nové začátky. Poté se objevila jako Matronova dcera ve filmu Devět a jako Adra v BBC adaptaci řecké báje Ikarův pád.
Svoji roli Katie Bellové si zopakovala v obou částech filmu Harry Potter a Relikvie smrti. Poté se objevila v divadelní rolí v The Real Thing a ve filmu Papadopoulos & Sons. Také hrála v několika videích své kolegyně z filmu Harry Potter Jessie Caveové na jejích webových stránkách. Během roku 2013 si zahrála hlavní roli Simone v seriálu Wizards vs Aliens. Také hrála Izzy ve hře That Face v londýnském divadle Landor. V roce 2014 hrála Lucii ve hře Agathy Christie Černá káva a také v roli Belly v Krásce a zvířeti v královském divadle ve Windsoru.

## Filmografie

### Film
| Rok  | Název                                  | Role            | Poznámka       |
| ---- | -------------------------------------- | --------------- | -------------- |
| 2008 | Baghdad Express                        | Maya            | krátkometrážní |
| 2009 | Driftwood                              | přítelkyně      | YouTube video  |
| 2009 | Harry Potter a Princ dvojí krve        | Katie Bellová   |                |
| 2009 | Nine                                   | Matronova dcera |                |
| 2010 | The Sky is Everywhere                  | Lennie          |                |
| 2010 | Harry Potter a Relikvie smrti – část 1 | Katie Bellová   |                |
| 2011 | Harry Potter a Relikvie smrti – část 2 | Katie Bellová   |                |
| 2012 | Papadopoulos & Sons                    | doktorka        |                |
| 2013 | Untouchable                            | Simone          | krátkometrážní |

### Televize
| Rok       | Název                | Role           | Poznámka                                 |
| --------- | -------------------- | -------------- | ---------------------------------------- |
| 2002–2007 | The Basil Brush Show | Molly          | 61 epizod                                |
| 2007      | Holby City           | Ali Jarvis     | Epizoda: "Stargazer"                     |
| 2009      | Myths                | Andra          | Epizoda: "The Fall of Icarus"            |
| 2009      | New Tricks           | Kiraz Yilmaz   | Epizoda: "Fresh Starts"                  |
| 2013      | Wizards vs Aliens    | Gemma Raven    | Epizody: "The Curse of Crowe" část 1 a 2 |
| 2015      | Father Brown         | Emily Fletcher | Epizoda 3.9 "The Truth in the Wine"      |

### Divadlo
| Rok       | Název             | Role                 | Místo  | Poznámka                  |
| --------- | ----------------- | -------------------- | ------ | ------------------------- |
| 1999      | Bídníci           | malá Cosetta         | Londýn |                           |
| 2010      | First Time Voters | Master of Ceremonies | Londýn | Bushovo divadlo           |
| 2012      | The Real Thing    | Debbie               | Leeds  |                           |
| 2013      | That Face         | Izzy                 | Londýn | divadlo Landor, Clapham   |
| 2014      | Black Coffee      | Lucía Amory          | Londýn |                           |
| 2014–2015 | Kráska a zvíře    | Belle                | Londýn | Královské divadlo Windsor |
| 2016      | Small Hours       | Millie               | Londýn | Královské divadlo Windsor |
| 2017–2018 | Awful Auntie      | Lady Stella Saxby    | Londýn | Richmondské divadlo       |

### Ostatní
| Rok  | Název                           | Role                 | Poznámka     |
| ---- | ------------------------------- | -------------------- | ------------ |
| 2009 | Harry Potter a Princ dvojí krve | Katie Bellová (hlas) | Videohra     |
| 2011 | Zapojení na webu Jessie Caveové | více postav          | pindippy.com |